# Louis Dumaine
Louis François Person, dit Louis Dumaine, né à Lieusaint (Seine-et-Marne) le 18 juin 1831 et mort à Paris le 13 janvier 1893, est un acteur de théâtre français.

## Biographie
Ancien secrétaire d'Alexandre Dumas père, acteur populaire connu pour son embonpoint et sa voix forte, il est célèbre, entre autres, pour avoir créé le rôle d'Archibald Corsican dans Le Tour du monde en quatre-vingt jours (1874) qu'il tiendra sans désemparer durant les 414 représentations, celui de Kéraban le Têtu dans la pièce du même nom (1883) et celui de Cap Matifou dans Mathias Sandorf (1887). 
Il était le frère de Béatrix Person dont la première représentation de la pièce Les Pailles rompues au Théâtre-Historique d'Alexandre Dumas était à son bénéfice. 
Il meurt à l'Hôpital Fernand-Widal le 13 janvier 1893 à Paris.